# Chaminou
Chaminou est une série de bande dessinée belge créée par Raymond Macherot dans Chaminou et le Khrompire parue dans le journal Spirou en 1964. Elle met en scène Chaminou, un chat roux détective distingué, portant entre autres des gants, un chapeau haut de forme et un monocle.

## Chaminou et le Khrompire
Chaminou et le Khrompire est à part dans l'œuvre de Macherot, spécialiste de bande dessinée animalière bucolique : l'histoire débute par une parodie d'émission télévisée, et se passe entièrement dans un univers urbain et moderne, contrairement aux aventures de Chlorophylle à Coquefredouille, qui font plutôt début XXe siècle ; les personnages décrits sont, pour la plupart, un peu plus durs que le sont d'habitude les « gentils » héros de Macherot. Cependant, la plupart des caractéristiques du grand auteur s'y retrouvent : l'humour omniprésent rompt en permanence la tension dramatique, créant un second degré de très bonne qualité ; le graphisme de l'auteur belge est extrêmement vivant, et la ville qu'il dessine montre son aisance hors de ses habitudes de dessin. Cette multiplication des qualités fait généralement considérer cette bande dessinée comme une « réussite totale », empêchant toute suite, ce dont Macherot lui-même avait conscience, déclarant en 1972 : il « est difficile d'en faire une seconde histoire et de trouver un renouvellement avec ce personnage ». Il déclare pourtant en 1973 : " [...] J'y ai réellement pris du plaisir. Il est un peu tard évidemment, parce qu'on a oublié Chaminou, mais il n'est pas dit qu'un jour je ne le reprendrai pas. Il y avait en tout cas la matière pour continuer."

## La reprise du personnage
Fin des années 1980, les éditions Marsu Productions décident de lancer une nouvelle série phare afin de fortifier leur catalogue (soutenu par les séries Marsupilami et Natacha). Ils proposent cette reprise à Bodart et Yann, un tandem qui fait beaucoup parler de lui à cette époque, mais dans un registre plus adulte et irrévérencieux (Nicotine Goudron, Célestin Speculoos). L'Affaire Carotassis paraît en 1989, mais le public est désarçonné par la modernité de la reprise. Cet album fut considéré par l'éditeur comme un échec.
Trois ans plus tard, c'est au tour d'Olivier Saive de reprendre Chaminou. Saive est un vrai fan de Macherot et c'est en « collaboration » avec ce dernier qu'il propose 4 albums ; cette reprise est considérée cependant comme symptomatique de la négligence avec laquelle est traitée l'œuvre de Macherot.
En 2016, L'Obs croit déceler de nombreuses ressemblances entre le film Zootopie de Walt Disney et l'album Chaminou et le Khrompire.

## Publication

### Albums

#### Premiers albums
Le premier album publié en 1965 est réédité dans la collection Péchés de jeunesse (no 6) en 1979. L'Affaire Carotassis, reprise de Yann et Bodart ne sera pas réédité lors de la reprise de Saive en 1992.
- 1 Chaminou et le Khrompire, Dupuis, Marcinelle, janvier 1965
Scénario, dessin et couleurs : Raymond Macherot
- 1 L'Affaire Carotassis, Marsu Productions, Monaco, novembre 1989
Scénario : Yann - Dessin : Denis Bodart - Couleurs : Cerise -  (ISBN 2-9502211-6-5)

#### Série définitive
Après le succès relatif de la reprise de Yann et Bodart, c'est Olivier Saive qui reprend la série de son idole, Macherot. Les volumes 3 et 4 sont une version longue du premier album dessiné par ce dernier.
- 1 La Peur du loup, Marsu Productions, Monaco, septembre 1992
Scénario : Raymond Macherot, Olivier Saive - Dessin : Olivier Saive - Couleurs : Cerise -  (ISBN 2-908462-46-X)
- 2 La Main verte, Marsu Productions, Monaco, août 1993
Scénario : Bruno Saive - Dessin : Olivier Saive - Couleurs : Cerise
- 3 Chaminou et le Khrompire, Marsu Productions, Monaco, octobre 1994
Scénario : Raymond Macherot - Dessin : Raymond Macherot, Olivier Saive - Couleurs : Cerise
- 4 L'Opuscule sans scrupule, Marsu Productions, Monaco, juin 1995
Scénario : Raymond Macherot, Bruno Saive - Dessin : Raymond Macherot, Olivier Saive - Couleurs : Cerise

### Revues
Dans Spirou
- Chaminou et le Khrompire, du no 1353 (19 mars 1964) au no 1381 (1er octobre 1964)